# Louis-Claude d'Aquin

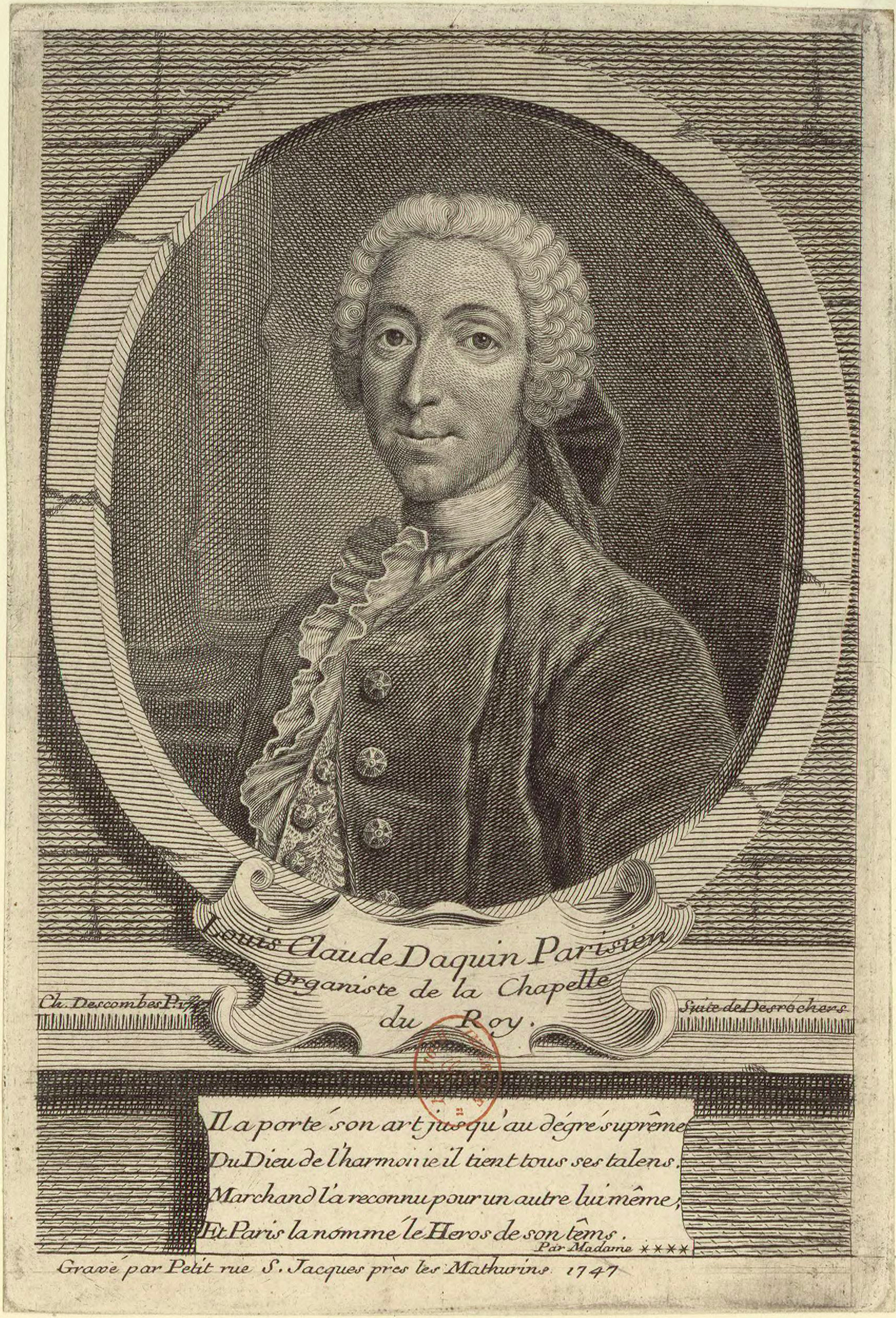
Louis-Claude d'Aquin

Louis-Claude d'Aquin of Louis-Claude Daquin (Parijs, 4 juli 1694 – Parijs, 15 juni 1772) was een Franse componist, organist en klavecimbelspeler.

## Carrière
Hij was een muzikaal wonderkind, dat op 6-jarige leeftijd al voor koning Lodewijk XIV speelde en op 12-jarige leeftijd werd benoemd tot organist van het Parijse Petit St. Antoine. In 1727 versloeg hij Rameau voor de post van organist van de St. Paul en  in 1739 volgde hij Dandrieu op als organist van de Koninklijke Kapel.
Zijn oeuvre bestaat onder meer uit de cantate La Rose, stukken voor klavecimbel, waaronder Le Coucou en composities voor orgel.
Hij is een grote naam uit de Franse orgelbarok. In tegenstelling tot collega's had Daquin vooral succes met zijn speelse improvisaties. Hij was van 1755 tot 1772 organist van de Notre-Dame in Parijs. Dat ambt werd gedeeld door vier organisten. Door de bezigheden in de kathedraal onder elkaar te verdelen, konden ze ook andere functies bekleden. Zo was d'Aquin vanaf 1739 ook als hoforganist verbonden aan de Chapelle Royale van Versailles. Daquin speelde zowel orgel als klavecimbel. Er is slechts één Livre d’Orgue van hem bekend, dat twaalf “Noëls” (reeksen variaties op bekende kerstliederen) omvat.
Hij werd in Parijs opgevolgd door Claude-Bénigne Balbastre.

## Discografie
Louis Claude Daquin, l’œuvre intégrale pour orgue / Louis Claude Daquin, Complete organ works. Marina Tchebourkina - Great Organ of the Royal Chapel of the Palace of Versailles. Natives Éditions, 2004 (EAN 13 : 3760075340049)